# Lattanzio Gambara

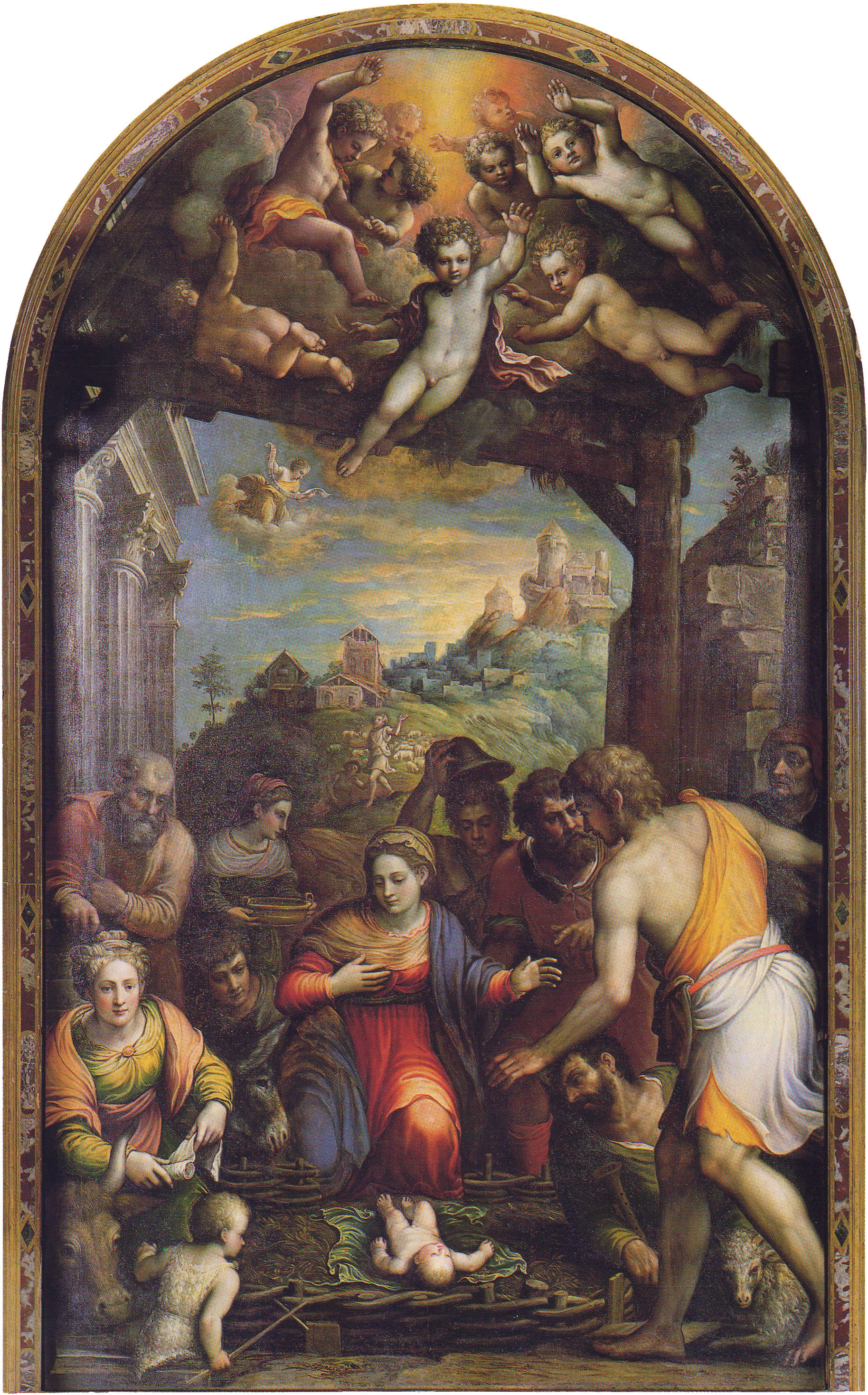
Natività di Gesù, 1561-1566, chiesa dei Santi Faustino e Giovita, Brescia.

Lattanzio Gambara (Brescia, 1530 circa – Brescia, 18 marzo 1574) è stato un pittore italiano.

## Biografia
Era figlio di Ludovico Tamburinio de Bosis oriundo di Gambara, di professione sarto e di Annunziata de Mori. 
Allievo a Cremona di Giulio Campi, Gambara è successivamente documentato già nel 1549 come collaboratore di Girolamo Romani detto Il Romanino. Alla metà degli anni cinquanta esegue una serie di cicli ad affresco di tema profano in diverse dimore bresciane mentre è datata 1558 la pala d'altare per Santa Maria in Silva. Risalgono a questo periodo gli affreschi di villa Contarini ad Asolo.
Nel 1560 si sposa con Margherita, figlia de Il Romanino, dalla quale avrà cinque figli.
Verso gli anni sessanta, divenuto ormai un artista di successo, Gambara si aggiorna sui temi del manierismo di Giulio Romano e del Pordenone. Una delle opere più importanti di questo periodo è il ciclo di affreschi con Storie dell'Apocalisse che fino al 1944 decorava la Loggia Malatestiana in Broletto ma che fu distrutto da un bombardamento statunitense nel 1944. In questi anni l'artista torna a collaborare con Il Romanino in una serie di commissioni bresciane per lo più perdute (Sant'Eufemia; San Lorenzo). Una commissione prestigiosa fu l'incarico per tre pale d'altare per l'abbazia di San Benedetto Polirone, anch'esse perdute tranne una, recentemente rinvenuta in una collezione privata (Tanzi 1991).

Tra i lavori di questo periodo, spesso consistenti nella decorazione a fresco di case e ville private, si segnala il ciclo di Palazzo Maggi a Corzano, eseguito in collaborazione con Giulio e Antonio Campi.

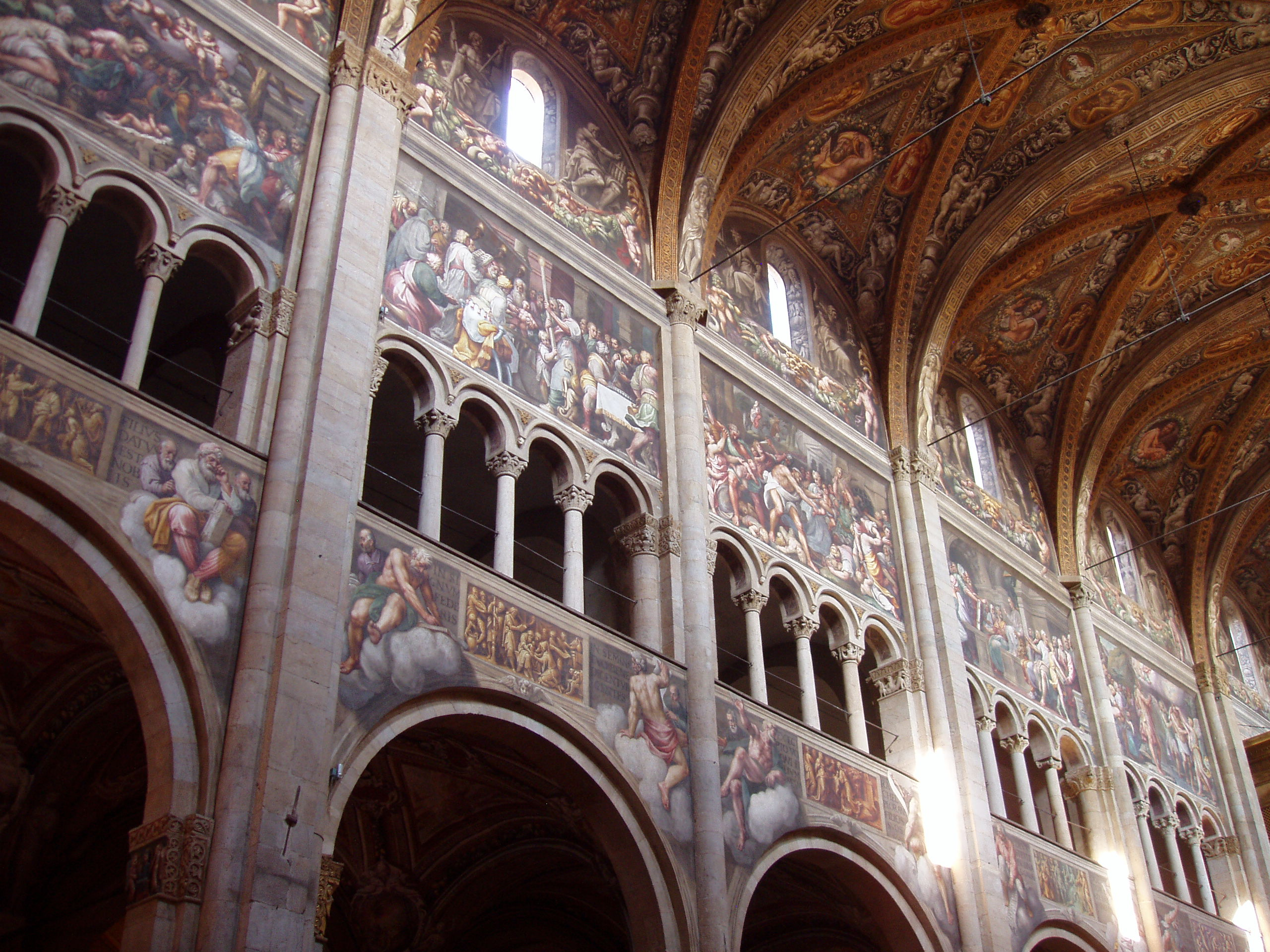
Il ciclo di affreschi delle pareti sulla navata centrale del duomo di Parma

Nel 1565 l'artista soggiornò per un breve periodo a Venezia, dove eseguì una serie di opere perdute ma ricordate dalle fonti. L'anno successivo (1566), Lattanzio affrescò il ciclo pittorico della parrocchiale di Santo Stefano a Vimercate, con gli episodi della vita del santo nella parte inferiore dell'abside e le figure di Dio Padre, Cristo, la Vergine e angeli nel semicatino. Momento nodale nel percorso artistico del Gambara, gli affreschi di Vimercate mostrano l'avvenuta maturazione del pittore e l'assimilazione degli schemi del manierismo settentrionale, studiati sui testi di Giulio Romano e del Pordenone. Nel 1567 l'artista ricevette la commissione per gli affreschi della navata centrale della cattedrale di Parma, forse la sua opera maggiore, intrapresa con la collaborazione di Bernardino Gatti, che tuttavia abbandonò quasi subito l'impresa e, terminata soltanto nel 1573. In questo ciclo pittorico, dal respiro veramente monumentale, Gambara si trova a fare i conti con un altro grandissimo del Cinquecento italiano, il Correggio.
Negli ultimi anni, oltre alla decorazione del tamburo della cupola di Santa Maria della Steccata a Parma, Gambara eseguì diversi altri affreschi per palazzi bresciani e parmensi, oltre alla bella Deposizione (1568) per la chiesa di San Pietro al Po a Cremona. Solo la morte (18 marzo 1574), cadendo in circostanze misteriose da un'impalcatura, secondo qualcuno per disgrazia, secondo altri per criminoso attentato, gli impedì di terminare l'affrescatura della cupola di San Lorenzo a Brescia. Ebbe come allievo Giovita Brescianino.

## Opere
- Natività di Gesù, 1561-1566, chiesa dei Santi Faustino e Giovita, Brescia
- Santa Barbara e un devoto, 1558, chiesa di Santa Maria in Silva, Brescia
- Brescia, case Avogadro, affreschi, 1555 circa
- Brescia, case del Gambero, affreschi mitologici e biblici, 1549-1557
- Asolo, villa Contarini, affreschi, 1558 circa
- Brescia, decorazione pittorica di alcune sale di palazzo Averoldi assieme al Romanino.[4]
- Testa femminile, 1560 circa, affresco strappato e riportato su tela, Breno, Museo Camuno
- Testa muliebre, 1560 circa, affresco strappato e riportato su tela, Pavia, Musei Civici.[5]
- Brescia, Loggia civica, affreschi con Storie dell'Apocalisse, 1561, (perduti)
- Verolanuova (fraz. Cadignano), palazzo Maggi, affreschi mitologici, 1565 circa
- Calino, palazzo piccolo Maggi Calini, affreschi mitologici, 1565 circa
- Parma, cattedrale, affreschi della navata e della controfacciata, 1568-1573
- Vimercate, parrocchiale di Santo Stefano, affreschi del presbiterio, 1566-1570 circa
- Rodengo-Saiano, abbazia di San Nicola, affreschi
- Asola, chiesa di Sant'Andrea, Madonna col Bambino e san Giovanni Battista fanciullo
- Parma, Palazzo Imperiale dell'Arena, affresco della Sala dei Giganti, 1572/1573
- Popoli Terme (PE), chiesa di San Lorenzo, dipinto centrale del Martirio di San Lorenzo, attribuito.

In collaborazione con Girolamo Romanino:
- Pala Avogadro, olio su tela, Pinacoteca Tosio Martinengo, Brescia (non confermata)

## Riferimenti
- La figura di Gambara è citata anche in Il convito, overo del peso della moglie, opera letteraria del 1556 del poeta e medico Giovanni Battista Modio.